# Macaca pagensis
Macaca pagensis är en primat i släktet makaker som förekommer endemisk på Mentawaiöarna väster om Sumatra. Tidigare räknades Macaca siberu som underart till denna art.

## Utbredning och habitat
Arten förekommer på tre av ögruppens största öar (Sipura, Pagai Utara och Pagai Selatan) men inte på den största ön Siberut. Denna makak föredrar fuktiga skogar nära kusten men finns även i andra habitat.

## Utseende
Macaca pagensis har en mörkbrun rygg och mörkbruna bakben. Vid axeln och armarna är den mera rödbrun till ockra. Arten kännetecknas av ett kort skägg vid kinderna. Storleken borde motsvara andra makaker.

## Ekologi
Individerna bildar små till medelstora flockar med 5 till 25 medlemmar som består av en vuxen hanne, flera honor och deras ungar. Andra hannar lever ensam. Gruppen vilar tillsammans uppe på träd och delar sig ibland vid födosöket. För kommunikationen har de olika läten och ansiktsuttryck. Ibland förekommer blandade flockar med bladapan Presbytis potenziani. Födan utgörs främst av frukter samt av andra växtdelar.
Honor föder allmänt en unge per kull.

## Hot och status
Artens naturliga fiender är indisk tofsormörn (Spilornis cheela) och större ormar. Det största hotet för denna makak är däremot människan. Macaca pagensis jagas med gevär, dödas med gift eller fångas i fällor, ofta av bönder som betraktar apan som skadedjur på odlade växter. Några ungdjur fångas för att hålla de som sällskapsdjur. IUCN uppskattar att beståndet minskade med 80 procent under de senaste 40 åren (tre generationer) och listar arten som akut hotad (CR).